# 頸城の祭典
頸城の祭典（くびきのさいてん）は、新潟県上越市頸城区で例年8月上旬に行われる祭り。

## 開催場所
- ユートピアくびき一帯

## 主な催し物
- くびき芸能ステージ
- 民謡流し
- こどもみこし
- 特産品販売　など

## 特徴
- 毎年、土日の2日間行われる。土曜日は前夜祭のような雰囲気であり、主要なイベントはほぼ日曜日に催される。
- 土曜日のオープニングでは、区内の小中学校のブラスバンド部が演奏する。その他、上越市内の演奏団体が呼ばれたり、その年の状況によって陸上自衛隊高田駐屯地の音楽隊が来ることもある。